# Hembygdsrörelsen i Sverige

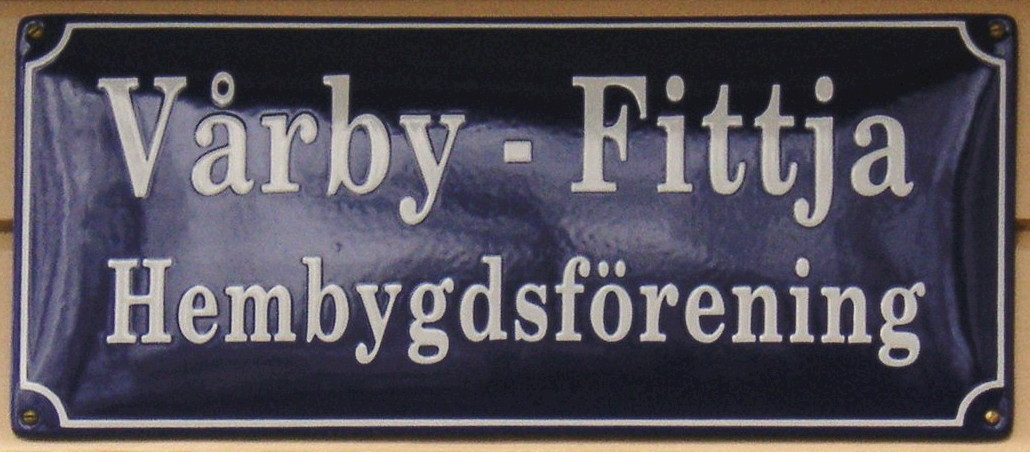
Väggskylt: Vårby-Fittja hembygdsförening.

Hembygdsrörelsen är en folkrörelse i Sverige som arbetar med att tillvarata och visa lokala traditioner och folkkultur. Verksamheten bygger på medlemmarnas ideella insatser.

## Allmänt
De flesta lokala hembygdsföreningar har den omgivande socknen som grund för sitt verksamhetsområde. Hembygdsföreningar finns såväl urbant som på landsbygden. Många hembygdsföreningar är organiserade i regionala hembygdsförbund.
Hembygdsföreningarna bedriver en mångfacetterad verksamhet, och många hembygdsföreningar ger ut egna årsböcker, hembygdsböcker, olika typer av skriftserier eller sockenfilmer. Efter främst 1970-talet har hembygdsvården vidgats till att även omfatta kulturmiljön i vidare bemärkelse, där hembygdsföreningarna ibland har deltagit i den mer allmänna samhällsdebatten rörande till exempel urbaniseringen och miljövård. Sedan år 2000 har hembygdsföreningar engagerat sig alltmer i samhällsplaneringen och för lokal utveckling.
Som delar av hembygdsrörelsen kan man betrakta folkdanslagen, som även värnar om folkdräkterna, liksom studiecirklar kring hembygden, lokalhistoriker och de regionala släktforskarföreningarna. 
Hembygdsföreningarna är ofta även arrangörer av lokala folkfester under sommaren, där man under trivsamma former försöker sprida information om sin verksamhet till både den egna lokalbefolkningen, sommarhemvändare och turister.

## Historia
Intresset för den folkliga kulturen tog fart under slutet av 1700-talet, som en följd av romantikens vurm för den ursprungliga folkkulturen. I Sverige blev Arvid August Afzelius en ledande gestalt. Under 1800-talets nationalstatsskapande blev studiet av den folkliga kulturen allt viktigare, och från 1850-talet och framåt skapades föregångarna till dagens länsmuseer, som senare kom att ersättas av en organiserad statlig dokumentation av folkkulturen i form av friluftsmuseer. Skansen i Stockholm (grundad 1891) och Kulturen i Lund (stiftad 1882) inspirerade till skapandet av lokala friluftsmuseer och hembygdsgårdar. Sverige och många andra länder genomgick under samma tid en genomgripande industrialisering, och känslan av att den gamla bygdekulturen snabbt var på väg att försvinna och måste räddas åt eftervärlden var stark hos de flesta av rörelsens grundare. Intresset för folkkulturen hade till största delen utgått från akademiskt bildade personer som ägnat den folkliga kulturen ett etnografiskt studium, medan de breda folklagren istället ville modernisera sitt levnadssätt. I takt med att demokratins principer växte sig starkare ökade också intresset av att göra allmogen mer intresserad av sin egen ursprungliga kultur. Leksands hemslöjd (grundad 1904) och Dalarnas hembygdsförbund, som grundades på initiativ av Gustaf Ankarcrona, var startskottet för en rörelse som åren efter unionsupplösningen 1905 mycket snabbt spred sig runt hela Sverige.